# Gleb Orlov
Gleb Orlov (russisk: Глеб Ильич Орло́в) (født 15. maj 1969 i Jalta i Sovjetunionen) er en russisk filminstruktør.

## Filmografi
- Nasja Russia. Jajtsa sudby (Наша Russia. Яйца судьбы, 2010)[1][2]
- Poddubnyj (Поддубный, 2014)